# Tetragastris breviacuminata
Tetragastris breviacuminata är en tvåhjärtbladig växtart som beskrevs av Swart. Tetragastris breviacuminata ingår i släktet Tetragastris och familjen Burseraceae. Inga underarter finns listade i Catalogue of Life.